# Carl Ferdinand von Ehrenberg
Carl Ferdinand von Ehrenberg (geb. 25. Juli 1806 in Halle; gest. 9. April 1841 in Zürich) war ein deutsch-schweizerischer Architekt, Publizist und Hochschullehrer, der Bedeutung als Gründer und Pionier der schweizerischen Architektenbildung und -publizistik erlangte.

## Leben und Werk
Nach Studium in München und an der Berliner Bauakademie bestand Ehrenberg dort 1828 das Examen als königlich-preussischer Baukondukteur. Um 1830 kam er nach Zürich, hier war er Lehrer technischer Fächer an der Industrie- und Kantonsschule, hielt daneben ab 1833 als Privatdozent Vorlesungen in Architektur und Ästhetik an der neugegründeten Universität Zürich, womit er der erste akademische Architekturlehrer der Deutschschweiz wurde. Ab 1836 gab er die erste Architekturzeitschrift der Schweiz heraus, die «Zeitschrift über das gesammte Bauwesen» und gründete unter anderem zu diesem Zwecke die «Gesellschaft Schweizerischer Ingenieure und Architekten» (später Schweizerischer Ingenieur- und Architektenverein). In der knappen Lebensspanne – Ehrenberg starb im 35. Lebensjahr – schuf Ehrenberg als bauender Architekt Gebäude in der ganzen Schweiz, neben natürlich Zürcher Bauten, etwa der Villa Ehrenberg an der Rämistrasse, Fabrikantenvillen, das Gemeinde- sowie das Rathaus in Glarus (1861 abgebrannt) ebenso wie in Sitten das bischöfliche Palais. Ehrenberg pflegte einen bürgerlichen Klassizismus, der von Zurückhaltung und sorgfältiger Austarierung horizontaler und vertikaler Stilelemente geprägt war.

## Werke

### Bauten
- Villa Trümpi. Glarus 1833–35
- Gemeindehaus. Glarus 1837
- Villa Ehrenberg. Zürich 1837
- Wohn- und Geschäftshaus Brunner. Glarus 1835–39
- Bischofspalast. Sitten 1839–40

### Schriften
- Zeitschrift über das gesammte Bauwesen. 4 Bde. Zürich 1837–41. online
- Baulexikon. Frankfurt 1840
- Geometrische Constructionen. Zürich 1841